# エロ神の怨霊
『エロ神の怨霊』（エロがみのおんりょう）は、1930年（昭和5年）7月27日公開の日本映画である。松竹キネマ製作・配給。監督は小津安二郎。モノクロ、スタンダード、サイレント、27分。
小津作品としては珍しく、エロ・グロ・ナンセンスを取り扱ったコメディ映画であるが、エロの部分は検閲で取り除かれたという。前作『その夜の妻』を松竹蒲田撮影所所長の城戸四郎に褒められた小津は、お盆用の映画を撮る条件で温泉旅行の褒美を貰い、それで撮ったのが本作である。初回興行は帝国館。現在、脚本・ネガ・プリントは散逸している。

## あらすじ
山路健太郎は、情婦のダンサー・夢子と海へ身を投げて心中を図るが、山路は海岸に打ち上げられて生き延びる。帰郷した山路は、夢子の怨霊に怯える日々を送っていた。そんなある日、友人の石川から夢子が実は生きていてダンサーになっていると聞き、山路は夢子に対して復讐を企む。

## スタッフ
- 監督：小津安二郎
- 原案：石原清三郎
- 脚色：野田高梧
- 撮影：茂原英雄

## キャスト
- 山路健太郎：斎藤達雄
- 石川大九郎：星ひかる
- ダンサー夢子：伊達里子
- その恋人：月田一郎